# Bottegia flavipennis
Bottegia flavipennis là một loài bọ cánh cứng trong họ Cerambycidae.